# Aleksiej Szyrinkin
Aleksiej Dmitrijewicz Szyrinkin (ros. Алексей Дмитриевич Ширинкин, ur. 24 lutego?/8 marca 1897 w Nytwie, zm. 8 lutego 1938 w Moskwie) – rosyjski lotnik wojskowy i pilot doświadczalny.

## Życiorys
Urodził się w rodzinie kowala. Skończył szkołę podstawową, a od jesieni 1912 uczył się w szkole realnej, której jednak nie ukończył. Jesienią 1914 udał się do Piotrogrodu, gdzie mieszkał jego starszy brat, po czym wstąpił do szkoły lotnictwa wojskowego, którą wiosną 1915 ukończył z wyróżnieniem i został skierowany na front I wojny światowej jako pilot myśliwski. Służył w I oddziale myśliwskim na Froncie Południowo-Zachodnim jako starszy podoficer. W maju 1916 w rejonie Mińska stoczył walkę z sześcioma myśliwcami wroga, z których jeden zestrzelił. 10 i 13 września 1917 odniósł swoje kolejne zwycięstwa w walkach powietrznych. Za zasługi bojowe w I wojnie światowej otrzymał Krzyż Zasługi Wojskowego Orderu Świętego Jerzego wszystkich czterech klas, Order Świętego Włodzimierza IV klasy z Mieczami i Order Świętej Anny I klasy.
Po zdobyciu w Rosji władzy przez bolszewików wstąpił do Armii Czerwonej i w 1919 został dowódcą 1 eskadry lotniczej stacjonującej pod Borysowem. Walczył w wojnie domowej w Rosji, zestrzeliwując 5 samolotów wroga. Za zasługi bojowe w wojnie domowej był odznaczony dwoma Orderami Czerwonego Sztandaru, złotym zegarkiem imiennym i nagrodą pieniężną w wysokości 15 000 rubli. 
W wojnie polsko-bolszewickiej walczył między innymi z lotnikami 14 eskadry wywiadowczej.
4 maja 1920 polska załoga w składzie: sierż. pil. Władysław Bartkowiak i pchor. obs. Józef Klicze w trakcie próby zestrzelenia balonu obserwacyjnego na uwięzi (dokonywania fotografii lotniska) została zestrzelona przez trzy myśliwce bolszewickie. Obaj lotnicy ponieśli śmierć i zostali z honorami wojskowymi pochowani przez sowieckich lotników.
Po wojnie Szyrinkin kontynuował służbę w lotnictwie, został m.in. dowódcą 4 Dywizjonu Lotniczego i 7 Eskadry Wojskowych Sił Powietrznych Moskiewskiego Okręgu Wojskowego. Na polecenie Ludowego Komisariatu Obrony ZSRR utworzył na terytorium Ukraińskiej SRR 2 Eskadrę Lotniczą. Zajmował się szkoleniem młodych lotników. Później został pilotem doświadczalnym, testując w latach 1928–1929 seryjne myśliwce I-3, a w 1930 myśliwiec I-6, później również różne typy samolotów Tupolewa i Iljuszyna. Testował również nowe modele bombowców. W połowie lat 30. przeszedł na emeryturę. Mieszkał w Moskwie.
14 grudnia 1937 podczas wielkiego terroru został aresztowany pod zarzutem szpiegostwa i przygotowywania aktu terrorystycznego, po czym 7 lutego 1938 skazany na śmierć przez Wojskowe Kolegium Sądu Najwyższego ZSRR i następnego dnia rozstrzelany. 17 stycznia 1963 pośmiertnie go zrehabilitowano. Jego imieniem nazwano szkołę i ulicę w Nytwie.